# Левый Айёган
Левый Айёган (Большой Айёган) — река в Томской области России. Устье реки находится в 6 км по левому берегу реки Айёган. Длина реки составляет 23 км. Высота устья — 49,1 м над уровнем моря.

## Данные водного реестра
По данным государственного водного реестра России относится к Верхнеобскому бассейновому округу, водохозяйственный участок реки — Обь от впадения реки Васюган до впадения реки Вах, речной подбассейн реки — Васюган. Речной бассейн реки — (Верхняя) Обь до впадения Иртыша.